# Merem Wouro Kaïgama
Merem Wouro Kaïgama (ou Merem Ouro Kaïgama) est une localité du Cameroun située dans l'arrondissement de Dargala, le département du Diamaré et la région de l’Extrême-Nord. Elle fait partie du lawanat de Kahéo.

## Population
En 1975, la localité comptait 118 habitants, dont 102 Peuls et 16 Massa.
Lors du recensement de 2005, on y a dénombré 85 personnes.